# Abetalipoproteinemia
L'abetalipoproteinemia è una rara malattia metabolica ereditaria, a trasmissione autosomica recessiva, causata dal deficit di una proteina, la MTP (microsomal triglyceride transfer protein) che, trasportando trigliceridi, fosfolipidi ed esteri del colesterolo nel reticolo endoplasmatico, è essenziale nella sintesi dei chilomicroni e delle VLDL. Questo disordine interferisce con il normale assorbimento dei lipidi e delle vitamine liposolubili assunti con la dieta.

## Sintomatologia
I sintomi che si presentano sono atassia cerebellare, retinite pigmentosa, diarrea, steatorrea, anemia.

### Sintomi
Spesso si manifestano sintomi che indicano che il corpo non assorbe o non produce le lipoproteine di cui ha bisogno. Questi sintomi di solito compaiono in massa.
Questi sintomi si presentano come segue:
- Mancata crescita / Mancata crescita nell'infanzia[2]
- Steatorrea / Feci grasse e pallide[2][3]
- Feci schiumose [5]
- Feci maleodoranti [5]
- Addome sporgente
- Disabilità intellettiva / ritardo dello sviluppo
- Disturbo della coordinazione dello sviluppo, evidente dall'età di dieci anni
- Atassia
- Debolezza muscolare
- Linguaggio confuso (disartria)
- Scoliosi (curvatura della colonna vertebrale)
- Diminuzione progressiva della vista
- Problemi di equilibrio e coordinazione

### Segni
- Acantocitosi[4]
- Retinite pigmentosa
- Ipocolesterolemia / basso livello di colesterolo nel sangue

### Caratteristiche
L'abetalipoproteinemia influisce sull'assorbimento dei grassi alimentari, del colesterolo e di alcune vitamine. Le persone affette da questo disturbo non sono in grado di produrre alcune lipoproteine, che sono molecole costituite da proteine combinate con colesterolo e particolari grassi chiamati trigliceridi. Ciò porta a una carenza vitaminica multipla, che colpisce la vitamina A liposolubile, la vitamina D, la vitamina E e la vitamina K. Tuttavia, molti degli effetti osservati sono dovuti in particolare alla carenza di vitamina E.
Acantocitosi in un paziente con abetalipoproteinemia.
Segni e sintomi variano e si presentano in modo diverso da persona a persona. In generale, l'80-99% degli individui mostra un malassorbimento di grassi e vitamine liposolubili. Circa il 30% -79% delle persone con la malattia mostra sintomi di anormalità della pigmentazione retinica, atassia, ipotonia muscolare o riflessi tendinei ridotti.

## Patogenesi
L'abetalipoproteinemia ha effetti su più sistemi fisiologici, i due più comuni sono il nervoso e lo scheletrico. L'interruzione della funzione nervosa comprende la perdita dei riflessi, disturbi del linguaggio, tremori o tic motori involontari o neuropatia periferica (danni ai nervi esterni al cervello e al midollo spinale). La neuropatia periferica causa perdita di sensibilità, debolezza o intorpidimento e dolore alle estremità attraverso sensazioni lancinanti, bruciore o formicolio. Gli sviluppi del sistema scheletrico spesso includono lordosi, cifoscoliosi o piede cavo. Gli individui spesso hanno sanguinamento anormale a causa della difficoltà di formare coaguli.
Ulteriori complicazioni delle malattie se non adeguatamente trattate includono cecità, deterioramento mentale, atassia, perdita della funzione dei nervi periferici.

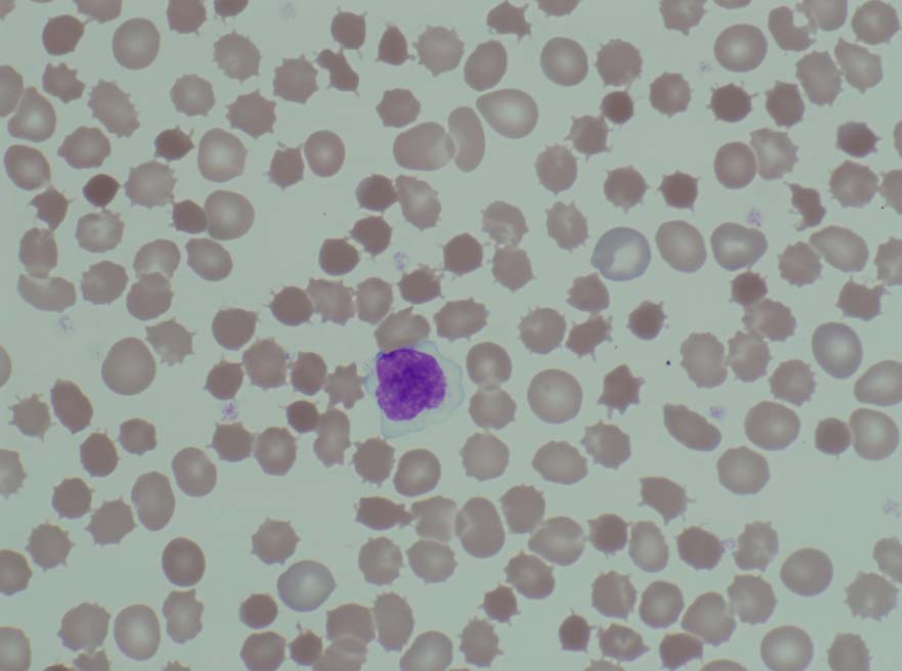
Acantocita in un paziente con abetalipoproteinemia.

## Eziologia
La causa viene individuata in una mutazione genetica dell'individuo. Le mutazioni nel gene della proteina di trasferimento dei trigliceridi microsomiali (MTTP) sono state associate a questa condizione. (La carenza di apolipoproteina B, una condizione correlata, è associata a carenze di apolipoproteina B.)
Il gene MTTP fornisce istruzioni per produrre una proteina chiamata proteina di trasferimento dei trigliceridi microsomiali, essenziale per la creazione di beta-lipoproteine. Queste lipoproteine sono entrambe necessarie per l'assorbimento di grassi, colesterolo e vitamine liposolubili dalla dieta e necessarie per il trasporto efficiente di queste sostanze nel flusso sanguigno. La maggior parte delle mutazioni in questo gene porta alla produzione di una proteina di trasferimento dei trigliceridi microsomiali anormalmente corta, che impedisce la normale creazione di beta-lipoproteine nel corpo. Le mutazioni associate a MTTP sono ereditate con un pattern autosomico recessivo, il che significa che entrambe le copie del gene devono essere difettose per produrre la malattia.
La malattia è estremamente rara con circa 100 casi segnalati in tutto il mondo da quando è stata identificata per la prima volta dai medici Bassen e Kornzweig nel 1950.

## Terapia
Il trattamento con la vitamina E è raccomandato, perché rallenta le manifestazioni neurologiche. Inoltre bisogna eseguire una dieta con restrizione di trigliceridi.
Il trattamento consiste normalmente in una dieta rigorosa, che coinvolge enormi quantità di vitamina E. La terapia ad alte dosi di vitamina E aiuta il corpo a ripristinare e produrre lipoproteine, di cui le persone con abetalipoproteinemia di solito mancano. La vitamina E aiuta anche a mantenere la pelle e gli occhi sani; studi dimostrano che molti maschi affetti avranno problemi di vista più avanti nella vita. La supplementazione aggiuntiva comune include acidi grassi a catena media e acido linoleico. I trattamenti mirano anche a rallentare la progressione delle anomalie del sistema nervoso. Il disturbo della coordinazione dello sviluppo e la debolezza muscolare sono solitamente trattati con fisioterapia o terapia occupazionale. Anche la restrizione dietetica dei trigliceridi è stata utile. I nutrizionisti lavorano spesso con professionisti medici per progettare trattamenti dietetici appropriati per i loro pazienti.